# Teodoro Nguema Obiang Mangue
Teodoro Nguema Obiang Mangue (Mongomo, 25 de junho de 1968, apelidado de "Teodorín" e "Teddy") é um político guinéu-equatoriano e atual vice-presidente da Guiné Equatorial desde 22 de junho de 2016. Ele é filho de Teodoro Obiang Nguema Mbasogo, presidente da Guiné Equatorial, com sua primeira esposa, Constancia Mangue Nsue Okomo. Foi nomeado para vários cargos governamentais pelo regime do seu pai, incluindo Ministro da Agricultura e Florestas e segundo vice-presidente, responsável pela defesa e segurança, em maio de 2012. Foi promovido ao cargo de primeiro vice-presidente em junho de 2016. Conhecido pelo seu estilo de vida luxuoso, foi alvo de uma série de acusações criminais internacionais e sanções por alegado peculato e corrupção.

## Educação
Nguema estudou na École des Roches na Normandia, uma escola privada francesa. Ele se inscreveu na Pepperdine University em Malibu, Califórnia, Estados Unidos, para um programa de quatro períodos sem graduação em inglês como segunda língua. Ele vivia luxuosamente no Beverly Wilshire Hotel e raramente frequentava as aulas; ele desistiu depois de apenas cinco meses, supostamente a pedido dos administradores da universidade.

## Carreira política e possível sucessão
Nguema serviu como Conselheiro da Presidência na década de 1990 e posteriormente como Ministro da Agricultura e Florestas, cargo que ocupou durante cerca de 15 anos.
Foi noticiado em 2005 que Nguema seria nomeado vice-presidente da Guiné Equatorial, o que, de acordo com a constituição, lhe permitiria aceder à presidência após a reforma do seu pai. Acabou por ser elevado ao cargo de Segundo Vice-Presidente, responsável pela defesa e segurança, em 21 de maio de 2012, ao lado do antigo Primeiro-Ministro Ignacio Milam Tang, que foi designado Primeiro Vice-Presidente. Após quatro anos como Segundo Vice-Presidente, foi promovido ao cargo de Primeiro Vice-Presidente, mantendo-se no cargo de defesa e segurança, em 22 de junho de 2016; esta mudança, que se seguiu à reeleição de seu pai nas eleições presidenciais de abril de 2016, colocou-o claramente na linha de sucessão de seu pai.

## Gastos e controvérsias
Como Ministro da Agricultura e Florestas, Nguema recebia 3.200 euros por mês.
O New York Times noticiou em 2004 que Nguema era "um empresário da música rap e bon vivant, apaixonado por Lamborghinis e por longas viagens a Hollywood e ao Rio de Janeiro". O Superyacht Tatoosh foi contratado por £ 400.000 por ele para um cruzeiro de Natal no qual entreteve a cantora de rap Eve.
Nguema atraiu críticas da mídia internacional por gastar perto de R10.000.000 durante um fim de semana na África do Sul em champanhe, reformas de propriedades, um Bentley Arnage preto 2004, um Bentley Continental R creme 2003 da MG Rover Cape Town e um Lamborghini Murcielago 2005, embora alguns activos possam em breve ser leiloados à força devido à sua falta de pagamento a um empresário sul-africano. Os responsáveis pela aplicação da lei americanos acreditam que a maior parte ou talvez toda a sua riqueza provém da corrupção ligada às reservas de petróleo e gás na Guiné Equatorial.
Os interesses estrangeiros de Nguema incluem duas casas na África do Sul, no valor combinado de R50.000.000, um complexo de US$ 31.000.000 em Malibu, Califórnia, EUA, uma casa de 5.000 pés quadrados (460 m2) na Avenue Foch no rico 16º arrondissement de Paris, e a gravadora de música hip hop TNO Entertainment. Em 2008, ele possuía um dos 30 modelos do carro esportivo Bugatti Veyron 16.4 (estimado em 1.100.000 euros) e um Maserati MC 12 por 700.000 euros. Ele comprou outro Bugatti Veyron e tentou comprar um terceiro. No final de 2011, ambos os Veyrons, bem como outros nove carros de sua propriedade, foram apreendidos pela polícia francesa que investigava corrupção. Em julho de 2013, os bens confiscados foram vendidos em leilão.
Em 19 de Janeiro de 2013, o pai de Nguema, Teodoro Obiang, prendeu Roberto Berardi, um empreiteiro italiano, activo há 20 anos em África. Depois de trabalhar nos Camarões, Berardi formou com ele uma construtora, mas descobriu algumas operações estranhas na conta corrente e pediu explicações. Poucas horas depois, o empreiteiro italiano foi preso sob a acusação de fraude e peculato. Berardi foi multado em 1,2 milhões de euros e preso. Nenhuma acusação foi apresentada da Itália contra Obiang. Berardi foi libertado em 14 de julho de 2015, após mais de dois anos de detenção, incluindo 18 meses em confinamento solitário.
Em 18 de Outubro de 2016, os procuradores suíços abriram uma investigação sobre Nguema depois de ele ter desembarcado oito vezes em Genebra. As autoridades francesas solicitaram-lhes assistência judicial. Ele finalmente chegou a um acordo com os suíços, permitindo-lhes vender seus carros de luxo apreendidos, avaliados em 18,5 milhões de francos suíços, e o pagamento de 1,3 milhão de francos suíços. Em 27 de setembro de 2019, num leilão organizado pelos leiloeiros britânicos Bonhams, 25 carros de luxo foram vendidos por 23,4 milhões de francos suíços.
No dia 14 de setembro de 2018, Nguema voou em avião oficial para o Brasil com outros 9 passageiros e teve algumas de suas 19 malas revistadas pela polícia de fronteira brasileira no Aeroporto Internacional de Viracopos-Campinas. Eles encontraram aproximadamente US$ 1,4 milhão em dinheiro e 20 relógios com valor estimado de US$ 15 milhões.

### Acusações de peculato
Em outubro de 2011, sete anos depois que o Subcomitê Permanente de Investigações de Segurança Interna do Senado dos Estados Unidos expôs as contas secretas da família Nguema no Riggs Bank em Washington e cinco anos depois que a organização sem fins lucrativos Global Witness descobriu a compra de sua mansão em Malibu; o Departamento de Justiça dos EUA foi a tribunal para confiscar 70 milhões de dólares (44 milhões de libras) dos seus activos nos EUA, que incluem um jacto Gulfstream, iates, carros e recordações de Michael Jackson.
Em 11 de Junho de 2012, o Departamento de Justiça dos Estados Unidos (DoJ) apresentou uma queixa alterada contra Nguema, depois de um juiz ter solicitado mais provas da alegada corrupção. A denúncia revisada afirma que ele gastou US$ 315 milhões em propriedades e bens de luxo entre 2004 e 2011. De acordo com a denúncia estrangeira, ele, enquanto Ministro das Florestas, cobrou "impostos" pessoais de empresas madeireiras locais e estrangeiras para obter licenças para operar e exportar madeira, como um imposto de US$ 28,80 para cada tora exportada, para financiar seu estilo de vida luxuoso. Os promotores estrangeiros afirmam que suas despesas "eram inconsistentes tanto com seu salário conhecido de menos de US$ 100.000 por ano, quanto com a renda que ele supostamente gerava com suas "empresas". Em outubro de 2014, ele chegou a um acordo com o Departamento de Justiça dos Estados Unidos. Justiça para pagar ao DoJ dos EUA alguns dos fundos mantidos em contas em seu nome, bem como sua casa em Malibu, uma Ferrari e partes de sua coleção de Michael Jackson, por um valor total estimado de US$ 34 milhões. Após a resolução do acordo, ele foi capaz de manter seu Gulfstream Jet, bem como algumas das recordações de Michael Jackson, incluindo a luva de cristal Michael Jackson de US$ 275.000 que ele usou durante sua turnê "Bad" de 1987-89 e outros ativos. 20 milhões de dólares dos rendimentos foram prometidos, no site do DOJ, para irem a uma instituição de caridade em benefício do povo da Guiné Equatorial. Outros 10,3 milhões de dólares foram prometidos para serem utilizados em benefício do povo da Guiné Equatorial "na medida permitida por lei". Desde ambos os compromissos, não houve registos dos fundos enviados a nenhum dos cidadãos, nem a qualquer infra-estrutura da Guiné Equatorial.
Em Fevereiro de 2012, uma mansão parisiense pertencente a Nguema, avaliada em cerca de 100 milhões de euros, foi invadida pela polícia francesa e no seu interior foram descobertos bens de luxo no valor de milhões de euros. Em julho de 2012, foi emitido um mandado de prisão contra ele. A mansão foi apreendida pelas autoridades francesas em agosto de 2012. Ele foi indiciado pela justiça francesa por várias acusações de corrupção e lavagem de dinheiro, com um julgamento 'in absentia' começando em 2017. Em resposta, a Guiné Equatorial abriu um processo contra a França no Tribunal Internacional de Justiça, acusando a França de violar a imunidade diplomática dos seus representantes e instalações. Na fase preliminar, o tribunal concluiu que a França deve garantir a protecção das instalações apresentadas como albergando a missão diplomática da Guiné Equatorial em França. Em dezembro de 2020, decidiu que a mansão nunca foi uma instalação diplomática.
Em Setembro de 2016, os procuradores distritais Roger Le Loire e Charlotte Bilger encaminharam Nguema para o Tribunal Criminal de Paris e emitiram um mandado de detenção através da Interpol. Este procedimento foi validado pelo Tribunal Internacional de Justiça em dezembro de 2016. O julgamento francês foi concluído em Outubro de 2017, com Nguema a receber uma pena suspensa de três anos, além de uma multa suspensa de 30 milhões de euros. Suas propriedades na França, assim como 17 carros de luxo, também foram apreendidos, incluindo a mansão parisiense.

### Sanção do Reino Unido
Em 22 de Julho de 2021, o Reino Unido impôs sanções a Nguema devido a gastos com um “estilo de vida luxuoso”, que gastou em mansões, jactos privados, entre outras coisas. Em retaliação, o ministro dos Negócios Estrangeiros da Guiné Equatorial, Simeón Oyono Esono Angue, anunciou o encerramento da embaixada do país em Londres, enquanto o governo britânico sancionava Nguema. O Ministro disse que foi a primeira medida e que a Guiné Equatorial “não permitirá interferências nos assuntos internos”.